# Allotery
Allotery, alloteria (†Allotheria) – podgromada wymarłych ssaków. Pojawiły się w późnej jurze. Znane z pokładów Europy, Ameryki Północnej i Południowej.

## Systematyka
- †Haramiyida – haramidy
- †Multituberculata – wieloguzkowce

Przedstawicielami Allotheria – należącymi do wieloguzkowców bądź też stanowiącymi odrębną od wieloguzkowców grupę – mogły być ponadto gondwanatery (Gondwanatheria), niewielka grupa ssaków żyjących od późnej kredy co najmniej do eocenu, a być może nawet do miocenu na kontynentach powstałych z rozpadu Gondwany.
Relacje pokrewieństwa wieloguzkowców i haramidów oraz ich pozycja wśród ssakokształtnych pozostają nieustalone.